# Isaac Rosenfeld
Isaac Rosenfeld (Chicago, 10 de março de 1918 – Chicago, 14 de julho de 1956) foi um escritor estadunidense.

## Biografia
Muitos dos contos de Rosenfeld giram em torno da família e foram até certo ponto inspirados por sua própria família de Chicago: seu pai bombástico, sua mãe Miriam que morreu jovem, sua irmã, suas tias solteiras. Ele e sua esposa Vasiliki tiveram dois filhos, George e Eleni, a última dos quais mais tarde se tornou uma freira budista. Ele cresceu a alguns quarteirões de Saul Bellow, e o conhecia desde a adolescência, quando trabalhava no mesmo jornal do colégio.
Ele se mudou em 1941 de Chicago para Nova York para estudar filosofia na Universidade de Nova York, abandonando para escrever ficção depois de cerca de um ano. No final dos anos 1940, ele estava imerso na filosofia de Wilhelm Reich, "o discípulo errante de Freud que se tornou ideólogo do orgasmo". Ele fez muitos amigos entre os intelectuais de Nova York e teve grande influência em seus escritos. "Ele influenciou seus amigos", disse Saul Bellow , "com um poder desconhecido." Bellow o admirava por ter "uma daquelas mentes prontas e claras que vêem o que é relevante imediatamente". Seus amigos o consideraram inicialmente, de acordo com Irving Howe, como o "menino de ouro" da elite literária de Nova York, mas mais tarde lembrou-se dele em suas memórias como um homem que, apesar de seu brilhantismo, nunca realizou seu potencial; como Howe colocou, um "Wunderkind transformado em sábio atarracado ... ele morreu de preguiça solitária ...".  Ele morreu em 14 de julho de 1956 de um ataque cardíaco em seu apartamento de um cômodo em Chicago.
Rosenfeld é a inspiração para os personagens literários de King Dahfu em Henderson the Rain King de Bellow e de Leslie Braverman em To an Early Grave de Wallace Markfield, este último transformado no filme Bye Bye Braverman do diretor Sidney Lumet.